# Blood & Wine
Blood & Wine è un film del 1996 diretto da Bob Rafelson.

## Trama
Alex Gates è un commerciante in vini pregiati di Miami che, oltre a essere fortemente indebitato, deve anche mantenere la moglie alcolista, Suzanne, e il figliastro Jason. Alex decide di rubare una preziosissima collana con la complicità dell'amico Victor, per uscire dall'indebitamento, ma durante il furto ne rimarranno coinvolti anche Suzanne e Jason.

## Produzione e distribuzione
Il regista ha anche co-sceneggiato la pellicola, interpretata da Jack Nicholson, Michael Caine e Jennifer Lopez.
Il film è stato distribuito negli USA il 21 febbraio 1997 e nel Regno Unito il 7 marzo 1997.